# Zio Paperone in qualcosa di veramente speciale
Zio Paperone in qualcosa di veramente speciale (En ganske særlig overraskelse) è una storia a fumetti di Don Rosa del 1997 realizzata per festeggiare i cinquant'anni del personaggio di Paperon de' Paperoni che aveva esordito nel 1947 nella storia Il Natale di Paperino sul Monte Orso; nella trama della storia si celebrano i cinquant'anni di permanenza del personaggio a Paperopoli.

## Storia editoriale
La storia venne pubblicata per la prima volta in Danimarca, nella collana Anders And & Co. della Egmont e poi negli USA nella collana The Adventurous Uncle Scrooge McDuck nel nº 2 del marzo 1998; in Italia comparve per la prima volta nella collana Zio Paperone nel nº 99 del 1997.

## Trama
La storia comincia con Paperone che va a comprare il giornale, ma arriva Paperino che mostra allo Zione il volantino di un concorso, con un premio di un milione di dollari per chiunque faccia a colui che già tutto possiede (Paperone, il più bel regalo. Così succede che tutti domandano a Paperone il suo regalo preferito, tutti compresi i suoi impiegati, che stavano lavorando alla revisione annuale dei conti, lavoro che blocca tutta l'attività dell'impero finanziario di Paperone; gli impiegati non lavorano per una settimana, quando viene proclamato il vincitore del concorso.
In seguito Paperone scoprirà che il concorso era stato indetto da Cuordipietra Famedoro, presentatosi al concorso sotto altre vesti grazie alla magia di Amelia, e così ritorna dal concorso verso il deposito, ma arriva tardi e, grazie a un marchingegno costruito da Archimede Pitagorico dietro pagamento della Banda Bassotti, tutto il denaro di Paperone viene rubato; comunque Paperone riuscirà in seguito a seguire il trio “Bassotti – Amelia – Famedoro” nel loro nascondiglio.
Successivamente, grazie anche all'aiuto di molti suoi parenti, Paperone riesce a riconquistare il suo denaro, e i nipoti svelano il loro regalo che avevano programmato prima del concorso: un bacio dalla sua ex fiamma Doretta Doremì.

## Curiosità
Il D.U.C.K. si trova sulla montagna di fogli di Miss Paperett, al centro.